# Sparattanthelium acreanum
Sparattanthelium acreanum Pilg. – gatunek roślin z rodziny hernandiowatych (Hernandiaceae Blume). Występuje naturalnie w Peru, Boliwii oraz Brazylii (w stanie Acre). 

## Morfologia
PokrójZimozielone drzewo lub krzew.
LiścieMają owalnie eliptyczny kształt. Mierzą 7–10 cm długości i 4,5–5 cm szerokości. Liść na brzegu jest całobrzegi. Wierzchołek jest spiczasty. Ogonek liściowy jest nagi i dorasta do 1,5–2,5 cm długości.
KwiatySą jednopienne lub obupłciowe, zebrane w owłosionych wierzchotki dwuramienne o długości 15 cm.
OwocePestkowce.